# Spidey a jeho úžasní přátelé
Spidey a jeho úžasní přátelé (v anglickém originále Spidey and His Amazing Friends, též Marvel's Spidey and His Amazing Friends) je americko-kanadský animovaný superhrdinský dětský televizní seriál, který měl premiéru na Disney Junior 6. srpna 2021. 
Dne 18. srpna 2021 byla oznámena druhá řada seriálu.

## Obsazení
- Benjamin Valic jako Peter Parker / Spidey (český dabing: Matěj Havelka)
- Jakari Fraser jako Miles Morales / Spin (český dabing: Samuel Budiman)
- Lily Sanfelippo jako Gwen Stacy / Ghost-Spider (český dabing: Silvie Matičková)
- Sandra Saad jako Kamala Khan / Slečna Marvelová (český dabing: Tereza Jirotková)
- Tru Valentino jako T'Challa / Black Panter (český dabing: Matěj Macháček)
- Armen Taylor jako Bruce Banner / Hulk (český dabing: Václav Šanda)
- John Stamos jako Tony Stark / Iron Man
- Sean Giambrone jako Ant-Man
- Maya Tuttle jako Wasp
- Hoku Ramirez jako Reptil
- Andy Milder jako Thing
- Tim Dadabo jako H.E.R.B.I.E.
- Emma Berman jako Squirrel Girl
- Kylie Cantrall jako White Tiger
- Nicholas Roye jako Web-ster (český dabing: Robert Hájek)
- Dee Bradley Baker jako Trace-E
- Melanie Minichino jako teta May (český dabing: Týna Průchová)
- Gabrielle Ruiz jako Rio Morales
- Eugene Byrd jako Jeff Morales
- Kari Wahlgren jako Helen Stacy (český dabing: Miriam Chytilová)
- Kelly Ohanian jako Doktorka Ock (český dabing: Soňa Linhartová)
- JP Karliak jako Green Gobblin (český dabing: JP Karliak)
- Justin Shenkarow jako Rhino (český dabing: Jiří Krejčí)
- Stephanie Lemelin jako Elektro (český dabing: Sára Nygrýnová)
- Jaiden Klein jako Black Cat / Felicia Hardy
- Thomas F. Wilson jako Sandman
- Trevor Devall jako Zola

## Vysílání
| Řada | Díly          | Premiéra v USA | Premiéra v USA     | Premiéra v ČR (ČT :D) | Premiéra v ČR (ČT :D) | Premiéra v ČR (Disney Channel) | Premiéra v ČR (Disney Channel) |
| Řada | Díly          | První díl      | Poslední díl       | První díl             | Poslední díl          | První díl                      | Poslední díl                   |
| ---- | ------------- | -------------- | ------------------ | --------------------- | --------------------- | ------------------------------ | ------------------------------ |
| 1    | 25            | 6. srpna 2021  | 8. července 2022   | 20. května 2023       | 13. června 2023       | 5. června 2023                 | 7. července 2023               |
| 2    | 29            | 19. srpna 2022 | 10. listopadu 2023 | bude oznámeno         | bude oznámeno         | 8. dubna 2024                  | 16. května 2024                |
| 3    | bude oznámeno | 8. ledna 2024  | bude oznámeno      | bude oznámeno         | bude oznámeno         | bude oznámeno                  | bude oznámeno                  |
| 4    | 25            | bude oznámeno  | bude oznámeno      | bude oznámeno         | bude oznámeno         | bude oznámeno                  | bude oznámeno                  |